# カールトン・カリントン
バブ・カリントン（Bub Carrington）ことカールトン・カリール・カリントン3世（Carlton Kaleel Carrington III, 2005年7月21日 - ）は、アメリカ合衆国・メリーランド州ボルチモア出身のプロバスケットボール選手。NBAのワシントン・ウィザーズに所属している。ポジションはポイントガードまたはシューティングガード。

## 経歴

### カレッジ
ピッツバーグ大学に進学し、1年目の2023-24シーズンは33試合に出場して平均13.8得点、5.2リバウンド、4.1アシストを記録し、ACCオールルーキーチームに選出された。シーズン終了後、2024年のNBAドラフトにアーリーエントリーすることを表明した。

### ワシントン・ウィザーズ
2024年6月26日に行われたNBAドラフトにて1巡目全体14位でポートランド・トレイルブレイザーズから指名され、直後にデニ・アヴディアとのトレードで、マルコム・ブログドン、2029年のドラフト1巡目指名権と共にワシントン・ウィザーズへ放出された。7月7日にウィザーズとの契約に合意した。NBAサマーリーグでは5試合に出場して平均15.8得点、7.4リバウンド、5.2アシストを記録した。 

## 個人成績

### NBA

#### レギュラーシーズン
| シーズン | チーム | GP  | GS | MPG  | FG%  | 3P%  | FT%  | RPG | APG | SPG | BPG | PPG |
| -------- | ------ | --- | -- | ---- | ---- | ---- | ---- | --- | --- | --- | --- | --- |
| 2024–25  | WAS    | 82* | 57 | 30.0 | .401 | .339 | .812 | 4.2 | 4.4 | .8  | .3  | 9.8 |
| 通算     | 通算   | 82  | 57 | 30.0 | .401 | .339 | .812 | 4.2 | 4.4 | .8  | .3  | 9.8 |

### カレッジ
| シーズン | チーム       | GP | GS | MPG  | FG%  | 3P%  | FT%  | RPG | APG | SPG | BPG | PPG  |
| -------- | ------------ | -- | -- | ---- | ---- | ---- | ---- | --- | --- | --- | --- | ---- |
| 2023–24  | ピッツバーグ | 33 | 33 | 33.2 | .412 | .322 | .785 | 5.2 | 4.1 | .6  | .2  | 13.8 |

## 家族
元NBA選手のルディ・ゲイは再従兄にあたる。